# Henri Villat
Henri René Pierre Villat, né le 24 décembre 1879 à Paris et mort le 19 mars 1972 dans la même ville, est un mathématicien français.

## Carrière
Il entre en 1886 au lycée de Caen, qu'il quitte en 1899 après deux années de mathématiques spéciales pour entrer à l'École normale supérieure. Il est reçu en 1902 à l'agrégation de mathématiques.
Il enseigne en mathématiques spéciales au lycée de Caen de 1902 à 1909. Joseph Pérès est son élève en 1907-1908.
Il obtient son doctorat en 1911 à l'Université de Paris sous la supervision d'Émile Picard et Marcel Brillouin avec une thèse intitulée Sur la résistance des fluides.
De 1911 à 1919, il est maître de conférences à la faculté des sciences de Montpellier.
En mars 1919, il est "désigné [...] pour remplir une mission d'enseignement à la faculté des sciences de l'Université de Strasbourg"; en octobre, il y devient professeur.. En 1920 il organise le Congrès international des mathématiciens à Strasbourg. Il dirige de 1922 à 1970 le Journal de Mathématiques pures et appliquées.
Il est professeur de mécanique des fluides à l'Université de Paris (Sorbonne) de 1927 à 1951.
Il est en outre maître de conférences à l'ENS de Sèvres de 1927 à 1952 et à l'ENS de Fontenay-aux-Roses de 1940 à 1952.
Henri Villat est élu membre de l'Académie des Sciences en 1932 ; il la préside en 1948.
Il est inhumé au columbarium du cimetière du Père-Lachaise (division 87, case n° 14 323).

## Prix et distinctions
Il a reçu en 1917 le prix Francœur puis en 1927 le prix Poncelet, attribués par l'Académie des sciences française.

## Principales publications
Les quatre publications qui suivent sont des cours destinés aux étudiants.
Sa Notice sur les travaux scientifiques de M. Henri Villat, Gauthier-Villars, 1930, 78 p., mentionne 65 publications. Il continuera de publier jusqu'à sa mort.
- Leçons sur l’hydrodynamique, Gauthier-Villars 1929
- Mécanique des fluides, Gauthier-Villars 1930
- Leçons sur la théorie des tourbillons, Gauthier-Villars 1930
- Leçons sur les fluides visqueux, Gauthier-Villars 1940